# マーク・ラヴァルマナナ

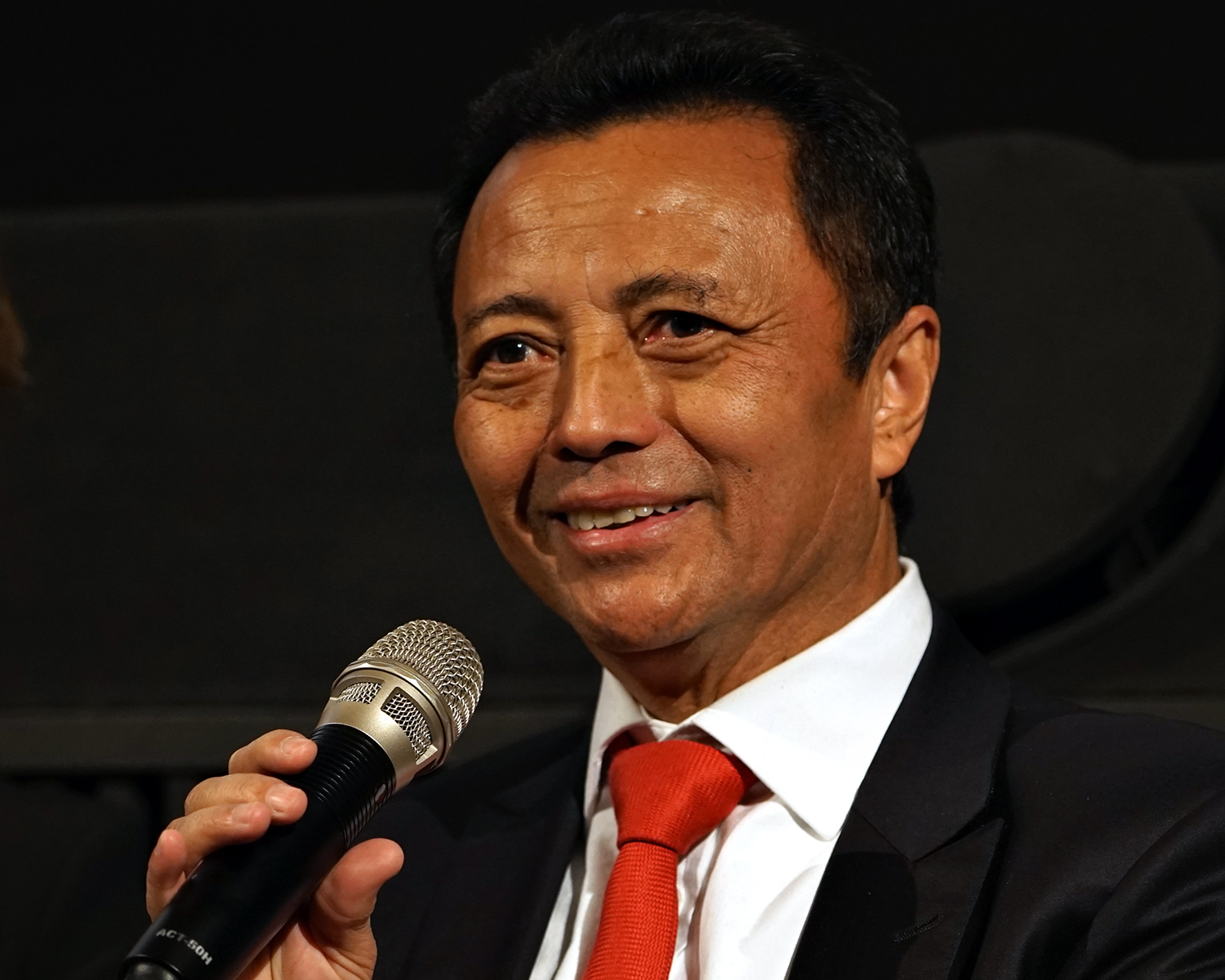
マーク・ラヴァルマナナ

マーク・ラヴァルマナナ（Marc Ravalomanana, 1949年12月12日 - ）は、マダガスカルの政治家。同国大統領などを歴任。日本の報道ではラバロマナナ、あるいはラベロマナナと表記されることもある。

## 経歴

### 実業家として
メリナ族出身。少年のころ、自家製ヨーグルトをポットに入れて、自転車に乗せてアンタナナリボ市内を売ってまわっていた。この自家製ヨーグルトが評判を呼び、彼はティコという会社を立ち上げる。ティコ社はマダガスカル最大の日用品メーカーとなり、ラヴァルマナナは有数の資産家となった。

### 政界入り
1999年に、アンタナナリボの市長選挙に立候補する。選挙期間中はアンタナナリボの清掃活動をボランティアで行ったことで人気を高め、当選を果たす。

#### 2001年大統領選挙
2001年、現職のディディエ・ラツィラカの対抗馬として私はマダガスカルを愛する（通称：TIM党）の大統領候補に選出される。彼は大統領選の公約として、アメリカ大統領のフランクリン・ルーズベルトをモデルに、以下の項目を掲げた。
- 経済の復興
  - 外国からの投資増大
  - 公共投資の増大
- 貧困層の救済
- ラツィラカ政権下の腐敗構造の排除

彼は、スローガンとして「恐れるものは何もない。ただ私を信じるだけでよい」と掲げ、選挙戦を展開した。
2001年12月に投票が行われ、ラヴァルマナナは勝利宣言を行ったものの、ラツィラカは政権移譲を拒否し、ラツィラカ自身の勝利宣言を出す事態となった。ラヴァルマナナが大統領への宣誓を行うと、ラツィラカは非常事態を宣言し、戒厳令を敷いた。ラツィラカと彼の閣僚は、トアマシナに臨時首都を置き、一国に2人の大統領がいる二重政府状態になった。軍部はラヴァルマナナ支持を示したが、ラツィラカ派は激しく抵抗。首都へと続く道を閉鎖し、燃料や特に医薬品の搬送を妨害した。その後2002年4月に最高裁判所の判決により、ラヴァルマナナの勝利が確定する。それでもラツィラカはゲリラ活動により政権妨害を続けた。8月には国連からラヴァルマナナ政権への支持表明がでると、ラツィラカはフランスへと強制退去を受け入れた。その後、ラヴァルマナナは、周辺国との関係改善に努め、アフリカ連合への復帰を果たしている。一方で、2002年の混乱により経済状況は悪化し、この回復が急務となった。

#### クーデターによる失脚、亡命、帰国
2009年に野党指導者であるアンドリー・ラジョエリナをアンタナナリボ市長から解任したため対立が悪化し、またラヴァルマナナに公金を横領した容疑が持ち上がり、2009年1月から退陣要求デモが発生。これに対し軍が発砲し犠牲者が出るなど事態は混乱を極めた。ラヴァルマナナはこの事態を受けて、国防相と軍参謀長を解任し、警察相を「健康上の理由」で交代させた。事件に反発した野党側は、外務省、内務保安省、教育省などの政府庁舎を占拠して強硬手段にでたが、2月20日に完全排除された。しかし、野党側は首都での大規模集会を続け、政治対立は解決の目処が立たなかった。
2009年3月15日、ラジョエリナはマダガスカル軍の兵士に対して大統領宮殿を占拠するよう呼びかけ、野党陣営に加わるよう促した。1月のデモで市民に対して実力行使をした大統領に対し軍の一部で不満が高まっていたこともあり、ラジョエリナの呼びかけに呼応する形で17日、野党支持の兵士が大統領宮殿を占拠した。ラヴァルマナナは別の宮殿におり、事件には遭遇しなかったものの同日中に大統領を辞任し、軍に権限を委譲した（マダガスカル・クーデター）。
ラジョエリナを首班とする暫定政府発足後、ラヴァルマナナは南アフリカ共和国に亡命。2013年の民政復帰を目指す大統領選挙には夫人のララオ・ラヴァルマナナも立候補を表明したが、その後特別選挙法院によって違法な立候補者と認定され、選挙に立つことはできなかった。
2014年10月、亡命先の南アフリカから帰国したものの拘束され自宅に軟禁されていたが、2015年5月に釈放された。

#### 2018年大統領選挙
2018年マダガスカル大統領選挙に立候補し、同年11月7日の第1回目投票では得票率39.2%で1位となったラジョエリナに次ぐ35.3%を獲得して2位となり、12月19日の決選投票に進んだが、決選投票では得票率44.3％にとどまり、55.7％のラジョエリナに破れた。ラヴァルマナナは声明で敗北を認めラジョエリナの勝利を祝福し、2019年1月19日のラジョエリナの大統領就任式にも出席した。